# Terpna eupines
Terpna eupines är en fjärilsart som beskrevs av Reginald James West 1930.
Terpna eupines ingår i släktet Terpna och familjen mätare. Inga underarter finns listade i Catalogue of Life.